# Brachypogon kremeri
Brachypogon kremeri är en tvåvingeart som beskrevs av Ryszard Szadziewski och Havelka 1984. Brachypogon kremeri ingår i släktet Brachypogon och familjen svidknott.
Artens utbredningsområde är Nordkorea. Inga underarter finns listade i Catalogue of Life.